# Cuba en los Juegos Olímpicos
Cuba en los Juegos Olímpicos está representada por el Comité Olímpico Cubano, creado en 1926 y reconocido por el Comité Olímpico Internacional en 1955.
Ha participado en 22 ediciones de los Juegos Olímpicos de Verano, su primera presencia tuvo lugar en París 1900. El país ha obtenido un total de 244 medallas en las ediciones de verano: 86 de oro, 70 de plata y 88 de bronce.
En los Juegos Olímpicos de Invierno Cuba no ha participado en ninguna edición.

## Medallero

### Por edición
Juegos Olímpicos de Verano
| Evento              | Oro | Plata | Bronce | Total |
| ------------------- | --- | ----- | ------ | ----- |
| París 1900          | 1   | 1     | 0      | 2     |
| San Luis 1904       | 3   | 0     | 0      | 3     |
| Londres 1908        | –   | –     | –      | –     |
| Estocolmo 1912      | –   | –     | –      | –     |
| Amberes 1920        | –   | –     | –      | –     |
| París 1924          | 0   | 0     | 0      | 0     |
| Ámsterdam 1928      | 0   | 0     | 0      | 0     |
| Los Ángeles 1932    | –   | –     | –      | –     |
| Berlín 1936         | –   | –     | –      | –     |
| Londres 1948        | 0   | 1     | 0      | 1     |
| Helsinki 1952       | 0   | 0     | 0      | 0     |
| Melbourne 1956      | 0   | 0     | 0      | 0     |
| Roma 1960           | 0   | 0     | 0      | 0     |
| Tokio 1964          | 0   | 1     | 0      | 1     |
| México 1968         | 0   | 4     | 0      | 4     |
| Múnich 1972         | 3   | 1     | 4      | 8     |
| Montreal 1976       | 6   | 4     | 3      | 13    |
| Moscú 1980          | 8   | 7     | 5      | 20    |
| Los Ángeles 1984    | –   | –     | –      | –     |
| Seúl 1988           | –   | –     | –      | –     |
| Barcelona 1992      | 14  | 6     | 11     | 31    |
| Atlanta 1996        | 9   | 8     | 8      | 25    |
| Sídney 2000         | 11  | 11    | 7      | 29    |
| Atenas 2004         | 9   | 7     | 11     | 27    |
| Pekín 2008          | 3   | 10    | 17     | 30    |
| Londres 2012        | 5   | 3     | 7      | 15    |
| Río de Janeiro 2016 | 5   | 2     | 4      | 11    |
| Tokio 2020          | 7   | 3     | 5      | 15    |
| París 2024          | 2   | 1     | 6      | 9     |
| TOTAL               | 86  | 70    | 88     | 244   |

### Por deporte
Deportes de verano
| Evento       | Oro | Plata | Bronce | Total |
| ------------ | --- | ----- | ------ | ----- |
| Atletismo    | 11  | 14    | 20     | 45    |
| Baloncesto   | 0   | 0     | 1      | 1     |
| Béisbol      | 3   | 2     | 0      | 5     |
| Boxeo        | 42  | 19    | 19     | 80    |
| Ciclismo     | 0   | 1     | 0      | 1     |
| Esgrima      | 4   | 3     | 3      | 10    |
| Halterofilia | 2   | 1     | 5      | 8     |
| Judo         | 6   | 15    | 16     | 37    |
| Lucha        | 12  | 7     | 13     | 32    |
| Natación     | 0   | 1     | 1      | 2     |
| Piragüismo   | 1   | 3     | 1      | 5     |
| Taekwondo    | 1   | 2     | 4      | 7     |
| Tiro         | 1   | 1     | 3      | 5     |
| Vela         | 0   | 1     | 0      | 1     |
| Voleibol     | 3   | 0     | 2      | 5     |
| TOTAL        | 86  | 70    | 88     | 244   |